# Colle Salario
Colle Salario è una frazione di Roma Capitale, situata in zona Z. II Castel Giubileo, nel territorio della zona urbanistica 4E Serpentara del Municipio Roma III.
Sorge nella zona nord di Roma, nell'angolo delimitato dalla via Salaria a ovest e dal Grande Raccordo Anulare a nord.

## Descrizione
Colle Salario è un quartiere situato nel settore nord-orientale di Roma e si suddivide in due aree distinte: Colle Salario Basso e Colle Salario Alto, ognuna con caratteristiche urbanistiche e socio-economiche specifiche.
Colle Salario Basso si sviluppa intorno all'asse viario di via Monte Urano, via Rapagnano e via Camerata Picena ed è caratterizzato prevalentemente da edilizia popolare. La presenza di numerosi complessi residenziali costruiti tra gli anni 1980 e 1990 riflette la vocazione originaria dell'area, nata per rispondere alla crescente domanda abitativa della periferia romana.
Colle Salario Alto, invece, è noto per la presenza di edifici di più recente costruzione e di fattura più pregevole. Questa zona, che si sviluppa attorno agli assi principali di via Monte Giberto, via Monte Grimano e viale Carmelo Bene, beneficia della vicinanza alla galleria commerciale Porta di Roma, uno dei più grandi centri commerciali d'Europa.
Un aspetto peculiare è rappresentato da via Piagge, una strada che attraversa entrambe le zone ma che, insieme a via Monteciccardo, via Palmiano e via Montegallo, è urbanisticamente attribuita a Colle Salario Alto, nonostante la sua posizione geografica comprenda anche una porzione di Colle Salario Basso, particolarità che riflette la complessità della suddivisione territoriale del quartiere, influenzata da fattori sia topografici che socio-economici.

## Storia
Originariamente conosciuto come "Nuova Castel Giubileo" o "Piccola New York", Colle Salario fu edificato a metà degli anni ottanta in seguito al Piano Regolatore approvato dal Comune di Roma. Situato in prossimità del Grande Raccordo Anulare (Uscita 9), il quartiere è dotato di molti servizi, parcheggi e svariati negozi, e si trova a nord della zona di Fidene, con la quale condivide una stazione ferroviaria delle allora Ferrovie dello Stato, lungo le linee Fiumicino Aeroporto - Orte e Monterotondo - Viterbo (oggi FL1 e FL3).

## Monumenti e luoghi d'interesse

### Architetture religiose

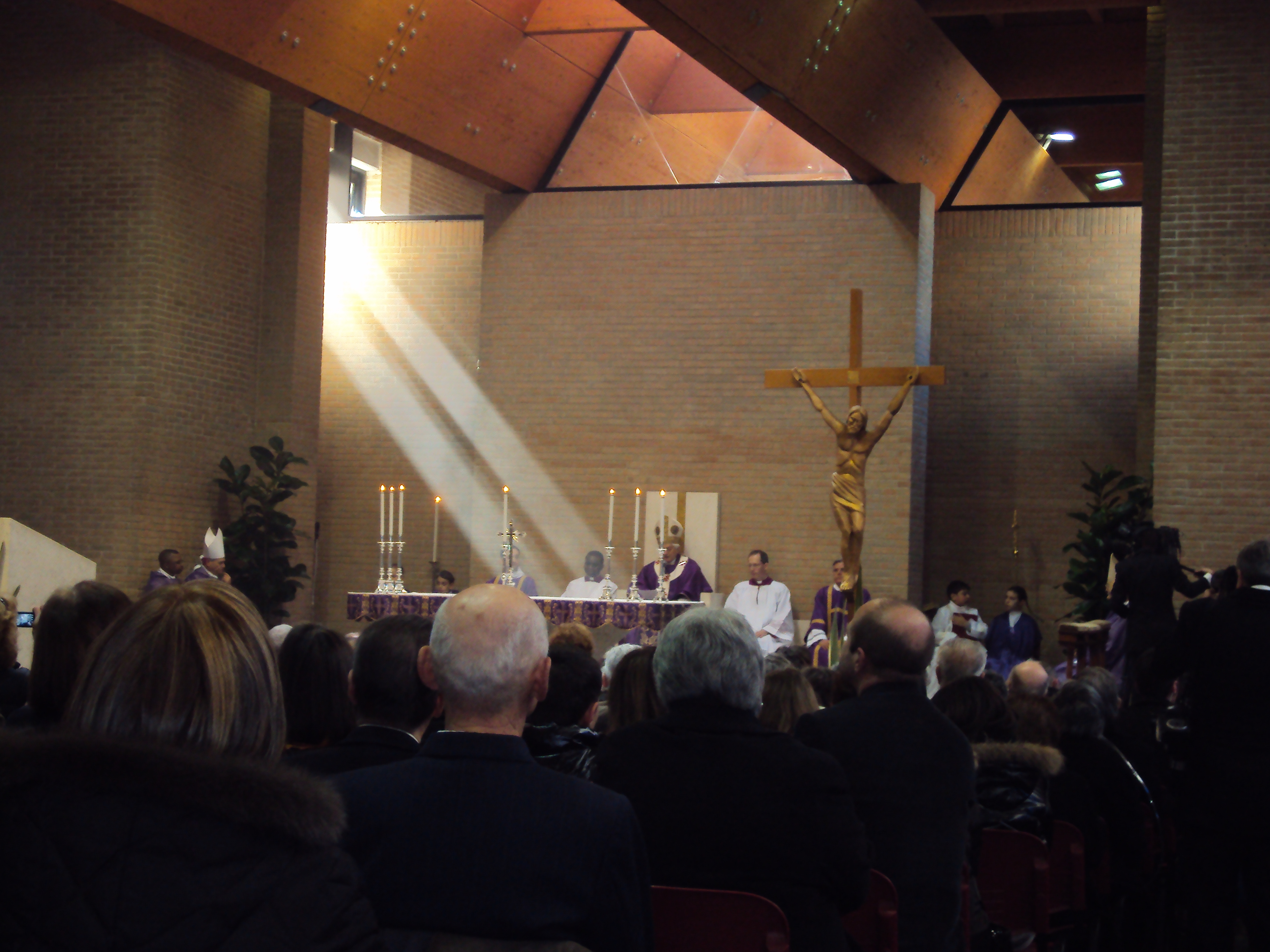
Papa Benedetto XVI in visita pastorale alla chiesa di San Giovanni della Croce il

- Chiesa di San Giovanni della Croce a Colle Salario, su via Apecchio.

### Siti archeologici
Nella zona dove adesso sorge Colle Salario, si trovano i resti di diverse villae.
- Villa di via Serrapetrona, su via Serrapetrona e via Belmonte Piceno. Villa del II secolo a.C.[1]
- Villa di Castel Giubileo (sito I), su via Force. Villa del I secolo a.C.[2] 41.98537°N 12.512944°E
- Villa di Castel Giubileo (sito XV), su via Piagge, via Monteciccardo. Villa del I secolo a.C.[3]

## Odonimia
Le strade di Colle Salario sono dedicate a comuni delle Marche:
- Camerata Picena e Serra de' Conti in provincia di Ancona
- Force, Montalto delle Marche, Montedinove, Montegallo e Palmiano in provincia di Ascoli Piceno
- Belmonte Piceno, Monte Giberto, Monte Urano, Petritoli, Porto San Giorgio, Rapagnano, Santa Vittoria in Matenano e Servigliano in provincia di Fermo
- Apiro, Castelsantangelo sul Nera, Fiastra, Monte San Giusto e Serrapetrona in provincia di Macerata
- Apecchio, Borgo Pace, Monte Grimano Terme, Monteciccardo, Novilara, Piagge, San Leo[4], Sassofeltrio e Talamello[4] in provincia di Pesaro e Urbino

Il quartiere è collegato a Fidene tramite la via Incisa in Val d'Arno, comune della Toscana in provincia di Firenze.
In seguito alla realizzazione, nel 2007, del progetto residenziale Porta di Roma, si è aggiunta una strada per collegare Colle Salario al nuovo grande centro commerciale, dedicata a Carmelo Bene. Altre strade sono dedicate a Vittorio Caprioli, Elvira Notari ed Alberto Lattuada.
Lo spiazzo di accesso alla stazione di Fidene è intitolato a Don Antonio Penazzi, a memoria di un prete che scelse la periferia e che col suo impegno pastorale contribuì a cambiarla rendendola più umana e vivibile.
Infine troviamo il viadotto intitolato a Giuseppe Saragat, facente parte del lungo "Viadotto dei Presidenti", che collega Colle Salario ai quartieri Monte Sacro, Tufello, Serpentara, Nuovo Salario e Talenti.

## Collegamenti
|  | È raggiungibile dalle stazioni: Saxa Rubra e Grottarossa. |

|  | È raggiungibile dalla stazione di Fidene. |